# يان إيريكسون
يان إيريكسون (بالسويدية: Jan Eriksson)‏، من مواليد 24 أغسطس 1967 في سوندسفال، وهو لاعب كرة قدم سويدي سابق.
و قد بدأ مسيرته الكروية مع نادي جي أي أف سوندسفال في عام 1974، ولعب معهم حتى عام 1980، وفي عام 1980 انتقل إلى نادي أي أف كي سوندسفال، ولعب معهم حتى عام 1986، وفي عام 1987 انتقل إلى نادي أيه أي كي فوتبول، ولعب معهم حتى عام 1990، وفي موسم 1991/1992 لعب مع نادي نوركوبنغ، وفي عام 1992 انتقل إلى نادي كايزرسلاوترن الألماني، وفي موسم 1994/1995 عاد إلى نادي إيه أي كي فوتبول، وفي موسم 1995/1996 لعب مع نادي سيرفيتي، وفي عام 1996 لعب مع نادي هيليسنبورغ، وفي موسم 1997/1998 لعب مع نادي سندرلاند الإنجليزي، وفي موسم 1998/1999 لعب مع نادي تامبا باي موتيني، واعتزل معهم كرة القدم.
و قد لعب مع منتخب السويد لكرة القدم 35 مباراة دولية وسجل أربعة أهداف.
ومن المعلوم أن أشهر مدرب سويدي على الإطلاق يحمل سيرة ذاتية تسبقه أينما حل وارتحل وبإمكانه تقديم الإضافة النوعية والمرجوة لكرة القدم، كما أن دخول نجم في قيمة إيريكسون للبطولة بإمكانه أن يعطيها إشعاعا دوليا ومتابعة من العالم بأسره.

## مسيرته الكروية
لعب يان إيريكسون خلال مسيرته الاحترافية مع 8 أندية في سبعة عشر موسمًا وسجل خلالها 16 هدفًا ضمن 277 مباراة. حيث فاز في موسم واحد بالكأس ولم يفز بأي دوري.
خاض يان إيريكسون مسيرته مع IFK Sundsvall ‏ في موسم 1984 واستمر معه طيلة ثلاثة مواسم، مشاركًا في 51 مباراة سجل خلالها هدفين. ثم انتقل إلى نادي أيك سولنا في موسم 1987 في المرة الأولى ليلعب معه أربعة مواسم ثم ما بين عامي 1995 و1996 لمدة موسم واحد، حيث شارك طوالها في 80 مباراة سجل خلالها هدفين أيضًا. لينتقل بعدها إلى نادي نورشوبينغ في عامي 1991-1993 ولمدة موسمين، مشاركًا في 39 مباراة سجل خلالها 3 أهداف. ثم انتقل إلى نادي كايزرسلاوترن في موسم 1992–93 ولمدة موسمين، مشاركًا في 37 مباراة سجل خلالها 4 أهداف. هذا وانتقل لاحقًا إلى نادي سيرفيت في موسم 1995–96 لمدة موسم واحد، مشاركًا في 6 مباريات ولم يسجل أي هدف. ثم انتقل بعدها إلى نادي هلسينغبورغ ما بين عامي 1996 و1997 لمدة موسم واحد، مشاركًا في 28 مباراة سجل خلالها 3 أهداف. ليعود وينتقل من جديد، لكن هذه المرة إلى نادي سندرلاند في موسم 1996–97 لمدة موسم واحد، مشاركًا في مباراة ولم يسجل أي هدف. لينتقل بعدها إلى نادي تامبا باي موتيني في عامي 1998-2000 ولمدة موسمين، مشاركًا في 35 مباراة سجل خلالها هدفين.

## روابط خارجية
- يان إيريكسون على موقع الدوري الأمريكي (الإنجليزية)
- يان إيريكسون على موقع قاعدة بيانات كرة القدم.إي يو (الإنجليزية)
- يان إيريكسون على موقع بيانات كرة القدم. دي إي (الألمانية)
- يان إيريكسون على موقع ناشيونال فوتبول تيمز (الإنجليزية)
- يان إيريكسون على موقع عالم كرة القدم.نت (الإنجليزية)
- يان إيريكسون على موقع كووورة